# 설악초등학교
설악초등학교는 대한민국 강원특별자치도 속초시에 있는 초등학교다.

## 연혁
- 1940년 4월 1일 주봉간이학교 설립 인가
- 1954년 2월 10일 주봉국민학교로 개칭
- 1965년 11월 19일 외설악국민학교 설악분교 설립
- 1974년 3월 1일 설악국민학교 승격·개교
- 1979년 9월 1일 외설악국민학교 통폐합
- 1996년 3월 1일 설악초등학교로 교명 변경
- 2014년 2월 18일 제60회 졸업식 거행(총 졸업생 수 2,283명)
- 2014년 9월 1일 제28대 김윤기 교장 부임